# Камбријске планине
Камбријске планине (енгл. Cambrian Mountains) су заједнички назив за већи број планинских предела у Велсу. Могу се дефинисати у ужем (модерном) и ширем (историјском) смислу.

## Модерна дефиниција
У ужем смислу, Камбријске планине су низ планинских венаца у централном Велсу (области Кардиган и Повис), познатих на Велшком као Еленит (вел. Elenydd). Ова област садржи изворе река Северн (енгл. River Severn) и Ви (енгл. River Wye). Неплодна и ретко насељена, назива се Велшком пустињом (енгл. Desert of Wales). Највиши врх је Плинлимон (енгл. Plynlimon, вел. Pumlumon), висине 752 м.

## Историјски појам
Изворно, у ширем смислу, појам Камбријске планине односи се на највећи део велшке висије, и укључује још Сноудонију (енгл. Snowdonia) у северном Велсу и Бреконске Врхове (енгл. Brecon Beacons) и Црне Планине (енгл. Black Mountains) у јужном Велсу. Највиши врх је Сноудон (енгл. Snowdon), висине 1.085 м.